# رافيندرا برابهات
رافيندرا برابهات (ولد في 5 أبريل 1969) هو شاعر هندي، باحث، الصحافي والروائي وكاتب قصة القصيرة من إنديا.كما خدم كمسؤول، محرر، وباحث، وشاشة اللعب الكاتب. أنه يكتب للصحيفة اليومية الرئيسية كمؤرخ. وقد حصل أيضا على العديد من الجوائز.

## الحياة الشخصية
برابهات ولدت في 5 أبريل، في عام 1969 في قرية ماهيندوارا، سيتامارهى، الهند.التي أثيرت، وتلقى التعليم الابتدائي هناك.وحصل على التعليم العالي في الجغرافيا بمرتبة الشرف من ب ر. أمبيدكار جامعة ولاية بيهار في مظفربور، بعد ذلك درس «ماجستير في الصحافة» والاتصال الجماهيري (MJMC) من «أوتار براديش راجارشي تاندون الجامعة المفتوحة»، مدينة الله أباد.

## الوظيفي الأدبية
وقد تم كتابة برابهات عامين ونصف العام خلال العقود الماضية في مختلف المواضيع.وتنشر مؤلفاته تقريبا جميع الصحف الهندية الرئيسية في الهند والخارج.يتم تحويلها برمجياً قصائده إلى مجموعات شعر نصف دزينة.دلي أخبار ألف كاتب العادية ل ديلي نيوز تايمز إكتيفيست وجانساندش الهندية نشرت يوميا من لوكناو.وأيضا رئيس تحرير باتبريكش (مجازين الهندية)

## ثبت المراجع
مجموعات الشعر
- هم سفر (1991)[12][13]
- مات روناء رامجاني شاشة (1999)[14]
- ثمريت شيش (2002)[15]

## الخيال
- تاكي باشا راه لوكتانترا (نوفل،2011)[16]
- برم نا هات بكاي (, نوفل،2012)[17]

## غير الخيال
- هندي بلوجينج قاء اتحس (2011)[18][19]
- سمقالين نبالي ساحتي (1995)[20]
- هندي بلوجينج: أبهيفياكتي كي ني قرآنت (2011) [21][22]

## الوثائقية
- نايا بيحان (تشغيل شاشة كاتب،1992) فيلم وثائقى تلفزيونى على الفيلم النسائية التعليم تحت اليونسكو خطة وحدة سيتامارهى منطقة في «ولاية بيهار التعليم المشروع».[23]

## الجوائز
- سامفاد الجوائز2009[24]
- بلوجشري الجوائز2011 [25]
- بلغ بحسها الجوائز2011 [26][27]
- بابا ناجارجيون جانمشاتي كذا الجوائز2011 [28][29]
- برابلس بلوجينج شخير الجوائز2011[27]
- سريجان شري الجوائز2011[28][29]
- ساحتي شري الجوائز2012 [30]

## وصلات خارجية
- http://www.parikalpnaa.com/
- http://www.ravindraprabhat.in/